# Százd

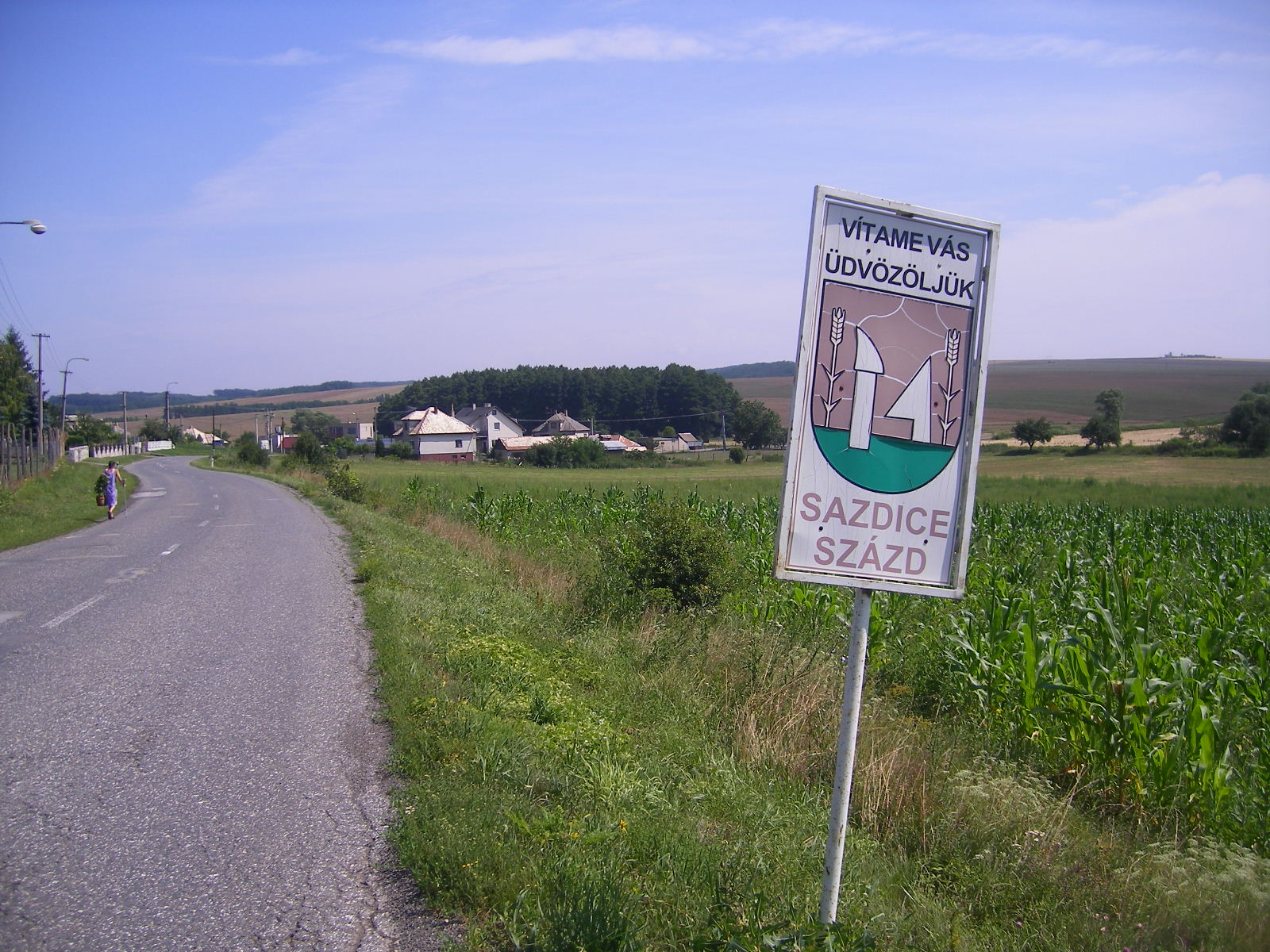
Címeres üdvözlőtábla

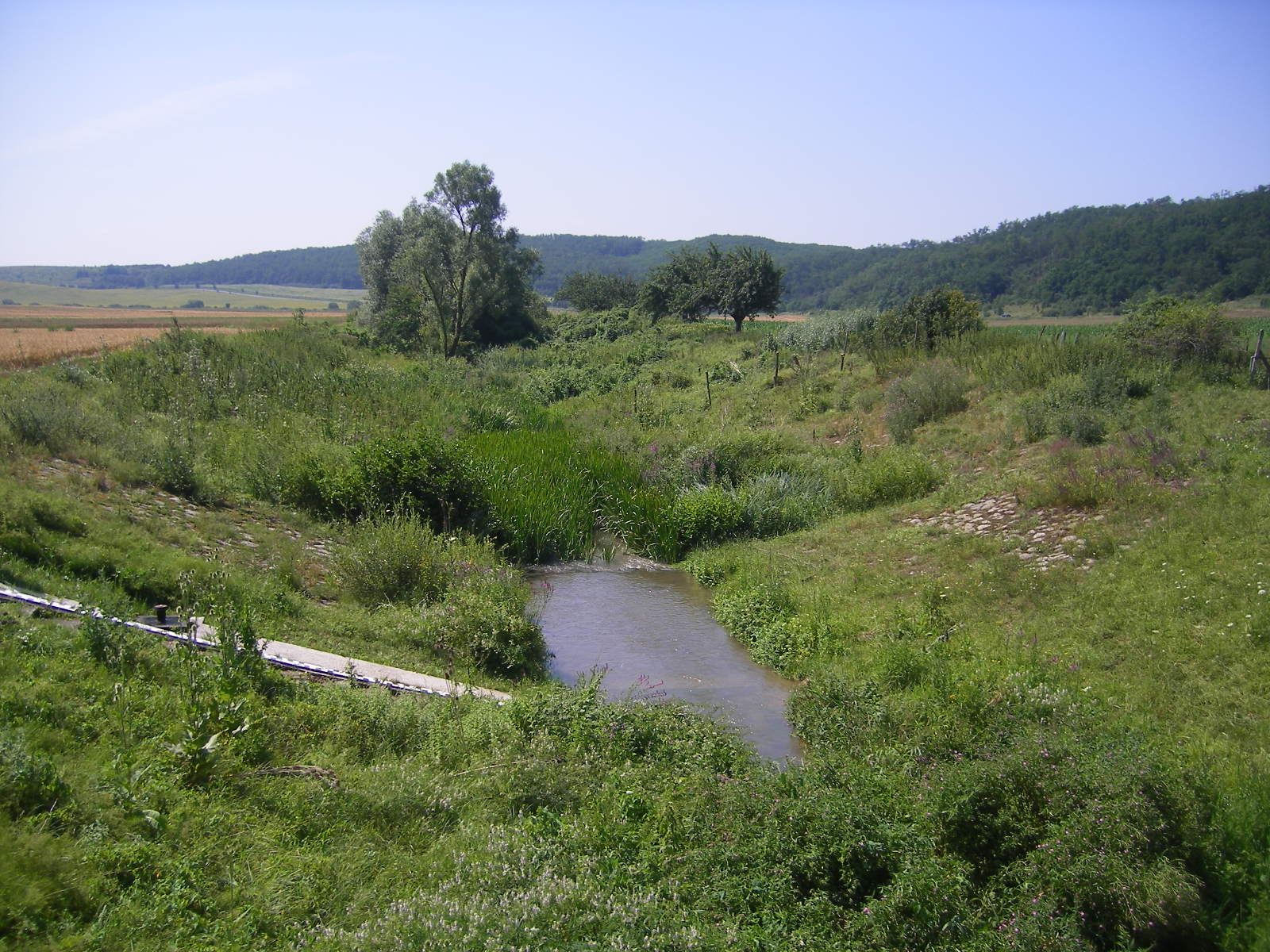
A Búr-patak Százdnál

Százd (szlovákul Sazdice) község Szlovákiában, a Nyitrai kerület Lévai járásában.

## Nevének eredete
Százd neve a "száz" számnév "d" képzős változata, hasonlóan Árpád nevünkhöz, amely az "árpa" "d" képzős változata, és jelentése "árpácska". Ezek szerint Százd nevének jelentése "százacska".

## Fekvése
Ipolyságtól 13 km-re nyugatra, a Búr patak partján, az azonos nevű völgyben fekszik. A szép fekvésű település a Morda "hegy" aljában fekszik.

## Élővilága
Százdon 2022-ben 1, 2023-ban 2, 2024-ben 4 gólyafiókát számolták össze.

## Története
A premontreiek a 13. század elején kolostort építettek ide. Ennek romjai a templom körül és részben alatta a 19. század végén kerültek napvilágra. A 13. században Hont várának tartozéka volt, a tatárjárás következtében azonban a régi falu elpusztult.
Írott forrásban 1261-ben "terra Zazd" alakban említik először. Szent Miklós temploma a 13. század második felében épült. 1352-ben "possessio Zazd" alakban említi okirat. 1388-ban vásártartási jogot kapott. A török a falut teljesen elpusztította, 1685-ben a puszta helyek között említik. A 18. század elején főleg szlovákokkal telepítették újra, akik azonban időközben elmagyarosodtak. 1715-ben 27, 1720-ban 32 háza volt. Gazdasági telepeit, Felső- és Alsómajort Hellenbach György báró létesítette a 18. század második felében. 1828-ban 98 házában 591 lakos élt. Ekkor már a Steinlein, majd az Ivánka család birtokolta. Lakói mezőgazdasággal, szőlőtermesztéssel, állattartással foglalkoztak.
Fényes Elek szerint "Százd, (Saztice), tót-német falu, Honth vmegyében, Ipolysághoz nyugotra 1 1/2 mfd., 406 kath., 170 evangel., 3 ref. lak. Evang. templom. Gazdag határ. Bor, gyümölcs, dinnye, fa elég. F. u. gr. Steinlein stb."
Hont vármegye monográfiája szerint "Százd, búrmenti magyar és részben tót kisközség, 94 házzal és 689 róm. kath. és ág. h. ev. lakossal; vasúti állomása, távirója és postája Ipolyszakállos. A község eredetéről nincsenek adataink; némelyek szerint szászok voltak az alapítói, a mire neve is következtetést enged. Oklevél említi a nevét, Possessio Zaazd alakban, 1352-ben; a későbbi századokban azonban kevés följegyzés emlékezik meg róla. A török hódoltság korában sokat szenvedtek a lakosai, míg végtére is kivándoroltak és Százd 1685-ben az elpusztult helységek között szerepel; 1720-ban azonban újra benépesült. A mult század elején a gróf Steinlein család volt a földesura; jelenleg gróf Steinlein Ottónak és Ivánka Lászlónak van itt nagyobb birtoka. Az itteni katholikus templom építési kora a XVI. század elejére tehető; a templom dombja alatt sokfelé ágazó pinczére akadtak, faragott polczokkal, bejáratánál pedig kőoszloppal körülvett kúttal. Az ág. h. ev. templom 1855-ben épült. Százd községhez tartoznak a Galagonyás, Ivánka, Kakasdomb, Paula és Szellővár nevű puszták."
A trianoni békeszerződésig Hont vármegye Ipolysági járásához tartozott. 1938 és 1945 között újra Magyarország része.

## Népessége
| Év:            | 1994. | 2004.   | 2014.   | 2024.   |
| -------------- | ----- | ------- | ------- | ------- |
| Emberek száma: | 461   | 440     | 478     | 433     |
| Eltérés:       |       | -4,55 % | +8,63 % | -9,41 % |

| Év:            | 2023. | 2024.   |
| -------------- | ----- | ------- |
| Emberek száma: | 441   | 433     |
| Eltérés:       |       | -1,81 % |

1880-ban 562 lakosából 361 magyar és 172 szlovák anyanyelvű volt.
1890-ben 639 lakosából 573 magyar és 62 szlovák anyanyelvű volt.
1900-ban 683 lakosából 623 magyar és 55 szlovák anyanyelvű volt.
1910-ben 691 lakosából 664 magyar és 25 szlovák anyanyelvű volt.
1921-ben 692 lakosából 588 magyar és 72 csehszlovák volt.
1930-ban 718 lakosából 539 magyar és 169 csehszlovák volt.
1941-ben 767 lakosából 619 magyar és 134 szlovák volt.
1970-ben 621 lakosából 412 magyar és 206 szlovák volt.
1980-ban 579 lakosából 389 magyar és 174 szlovák volt.
1991-ben 483 lakosából 328 magyar és 148 szlovák volt.
2001-ben 439 lakosából 270 magyar és 160 szlovák volt.
2011-ben 484 lakosából 238 magyar és 234 szlovák volt.
2021-ben 465 lakosából 208 (+11) magyar, (+9) cigány, 223 (+3) szlovák, 6 (+1) egyéb és 28 ismeretlen nemzetiségű volt.

## Nevezetességei

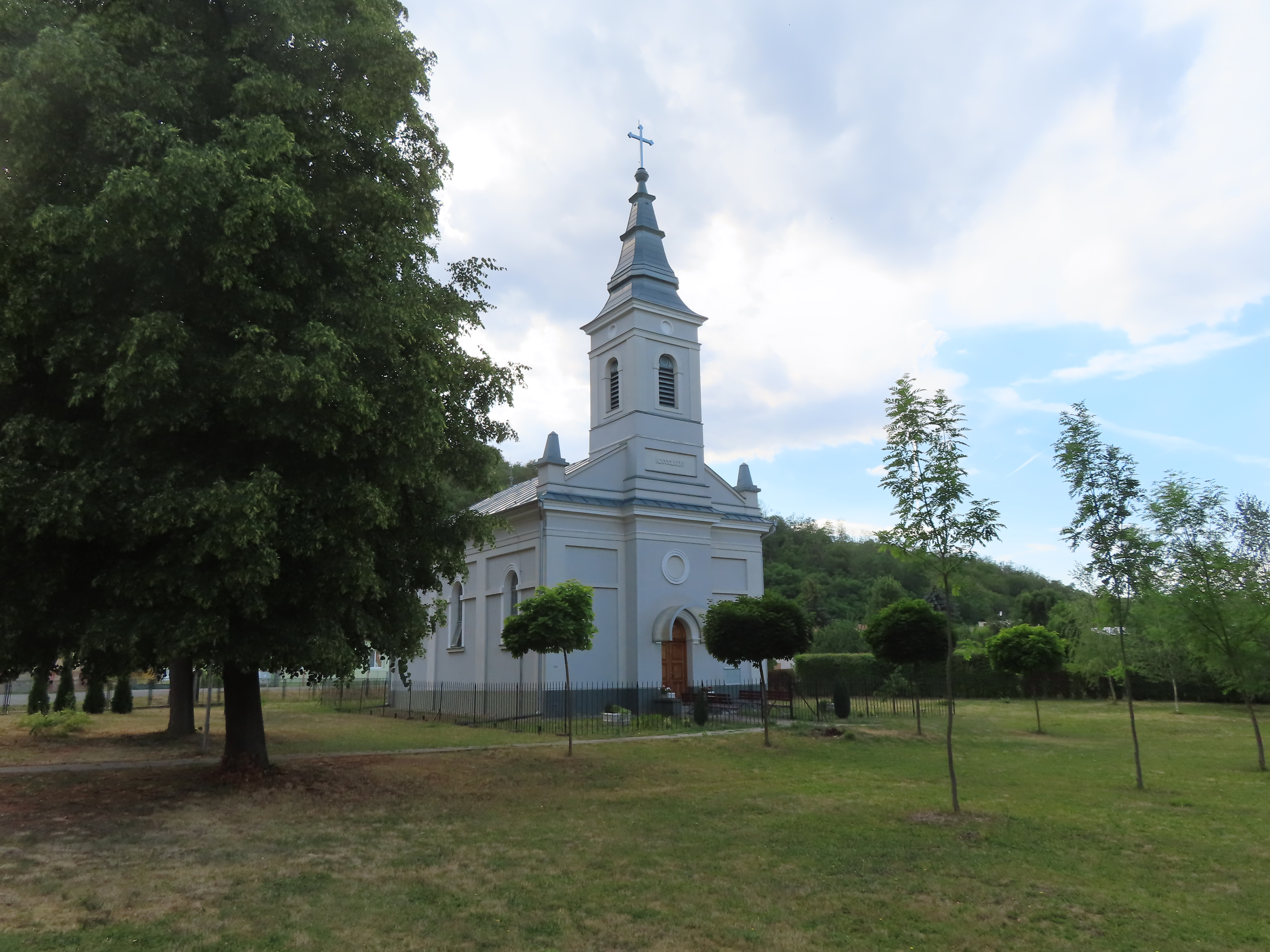
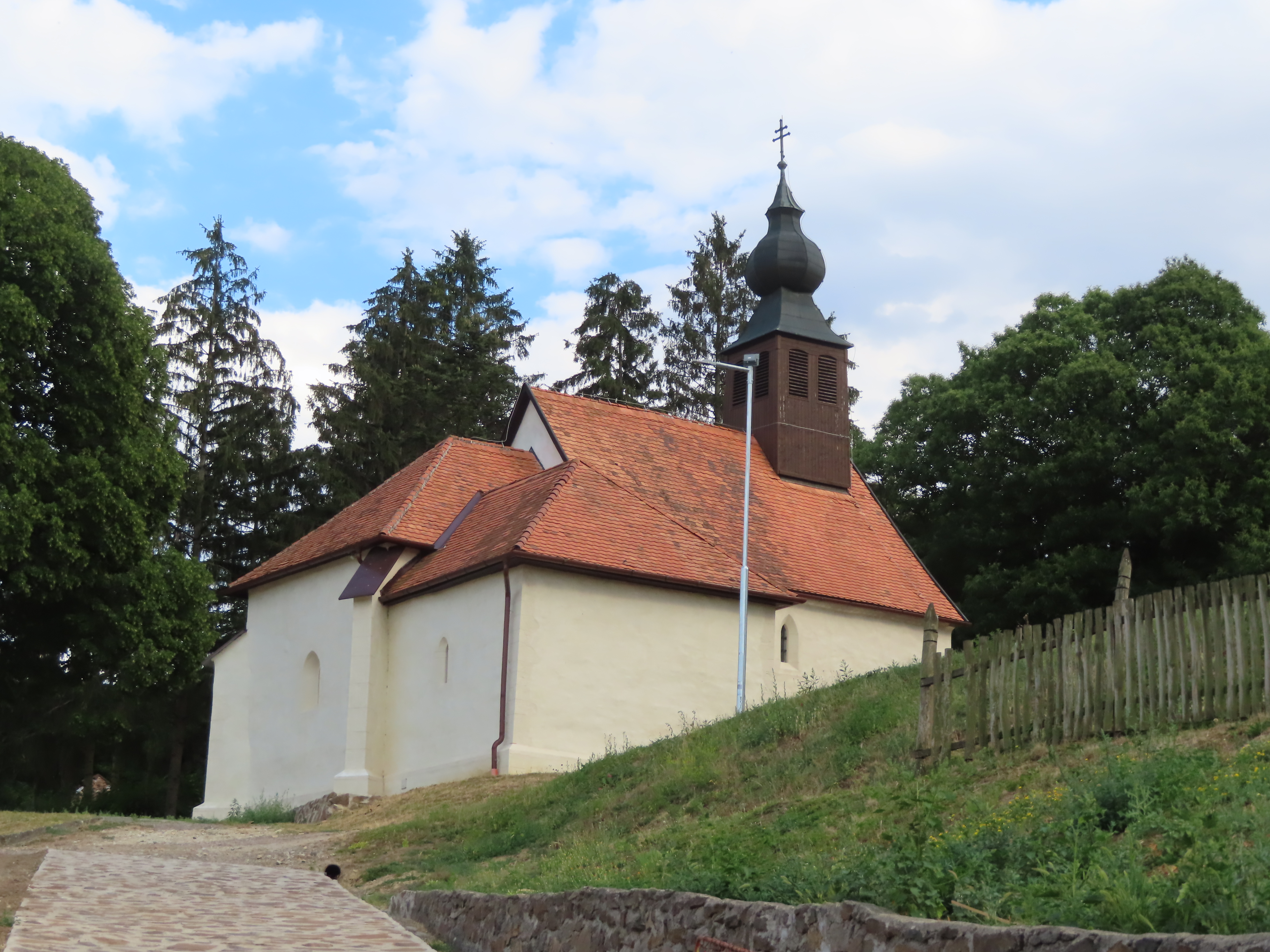
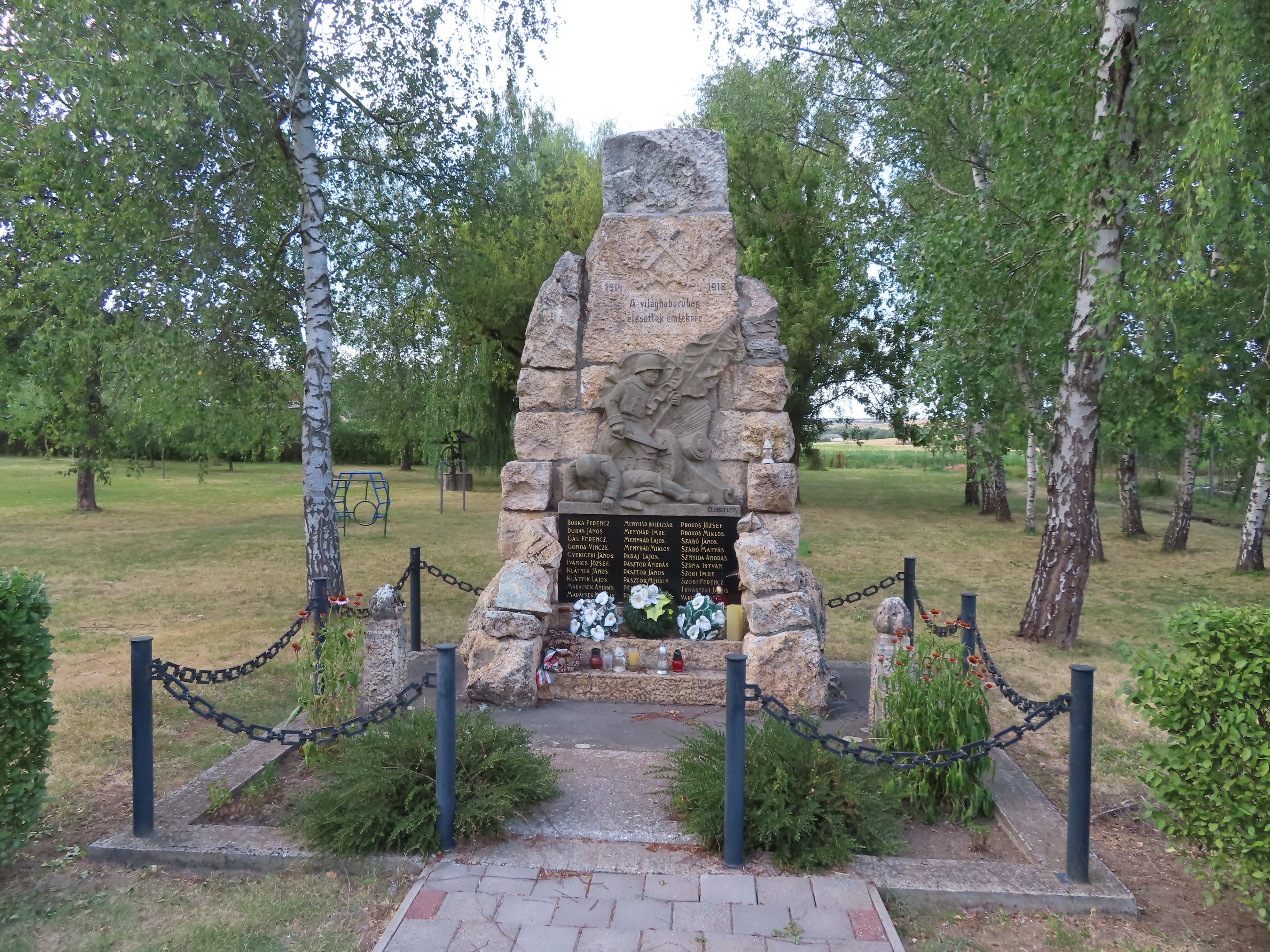
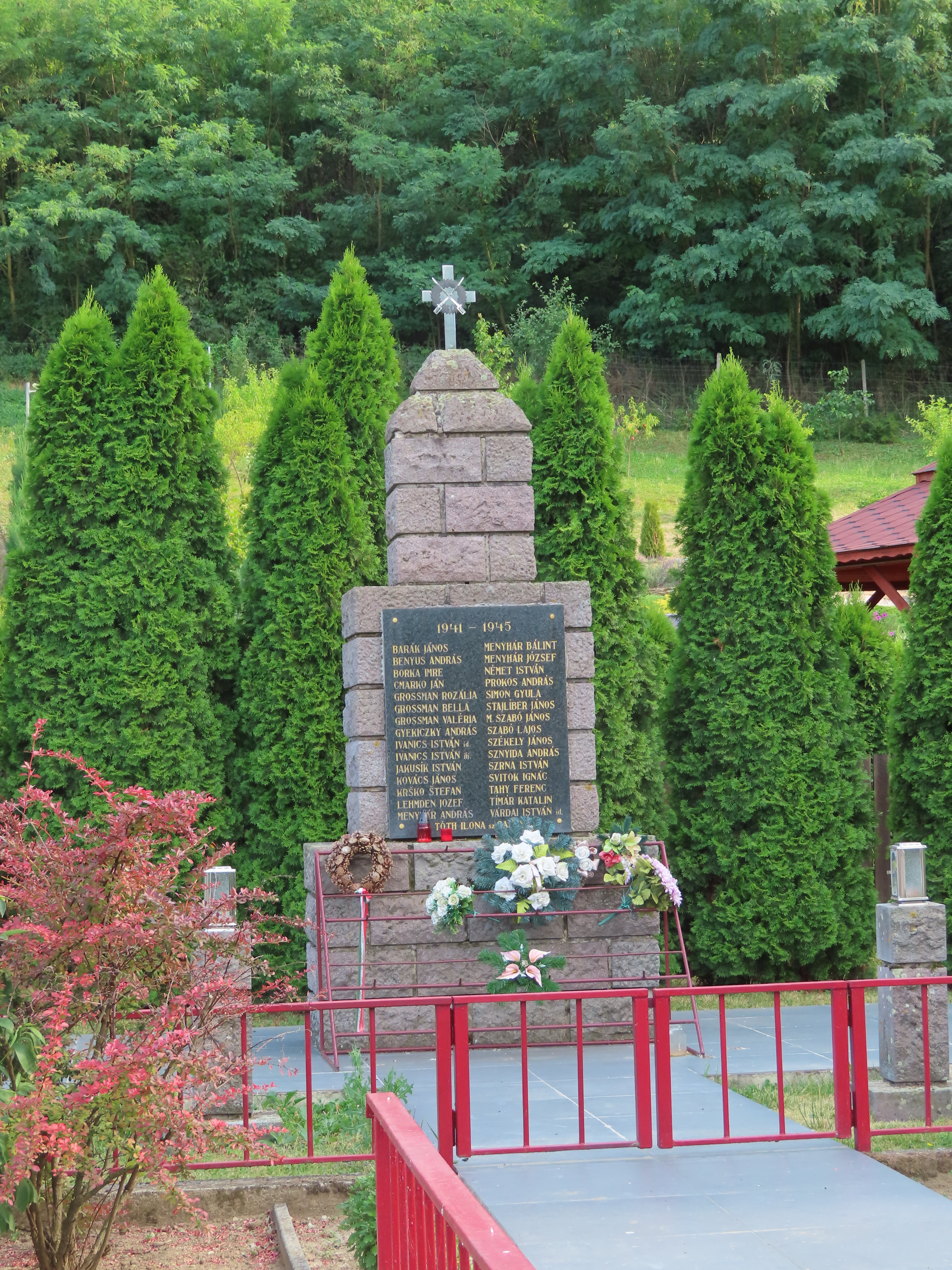
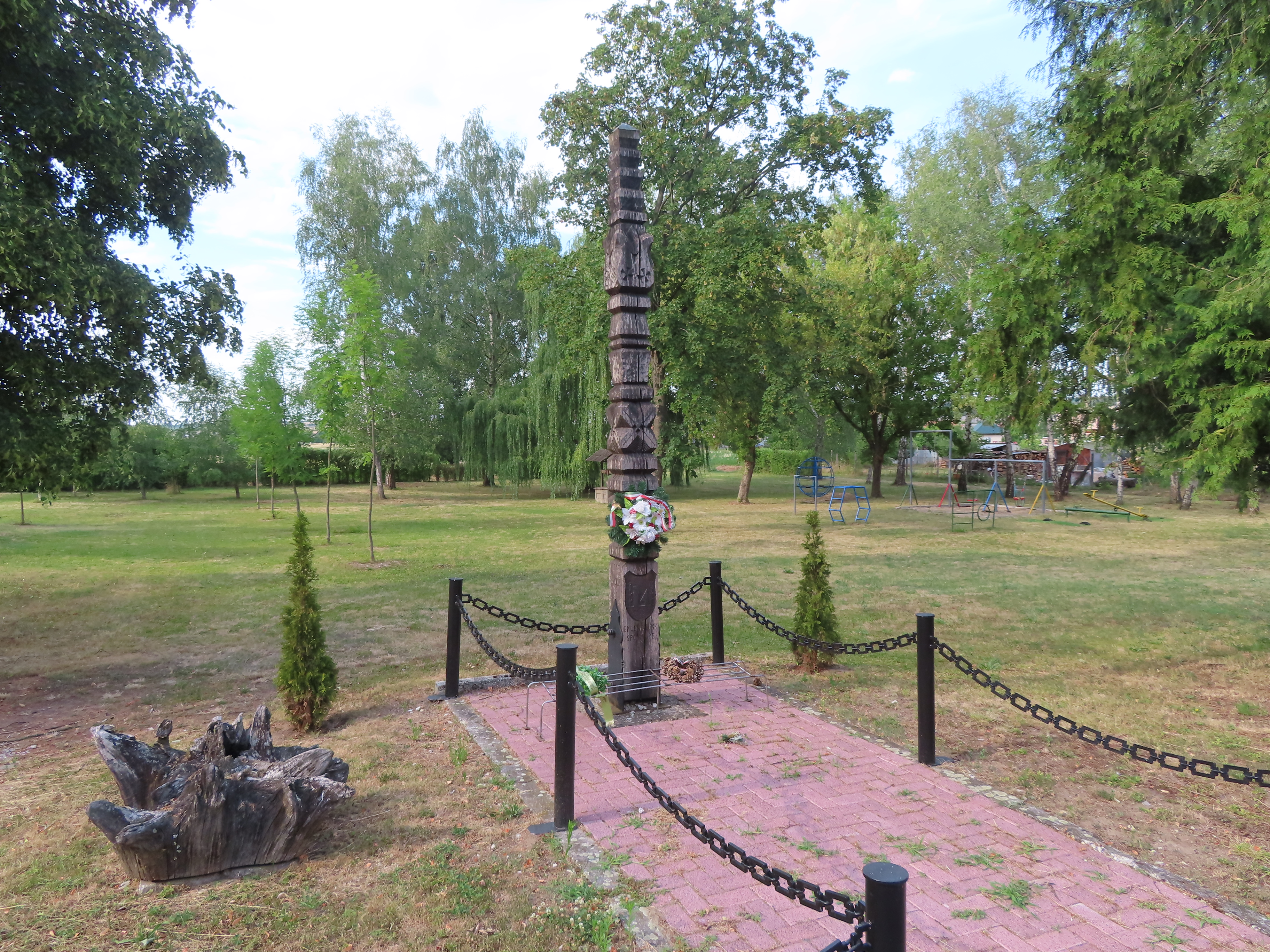
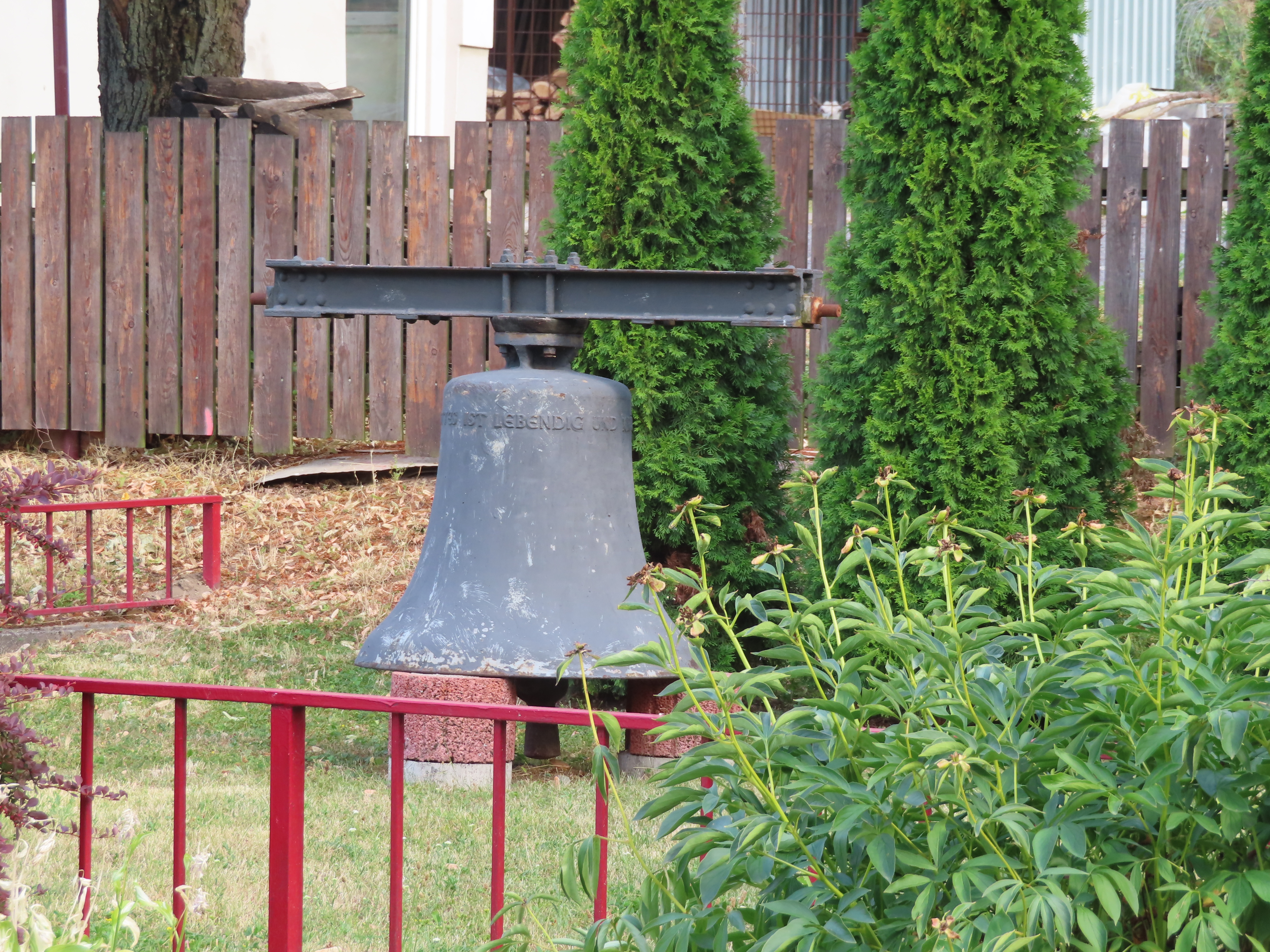
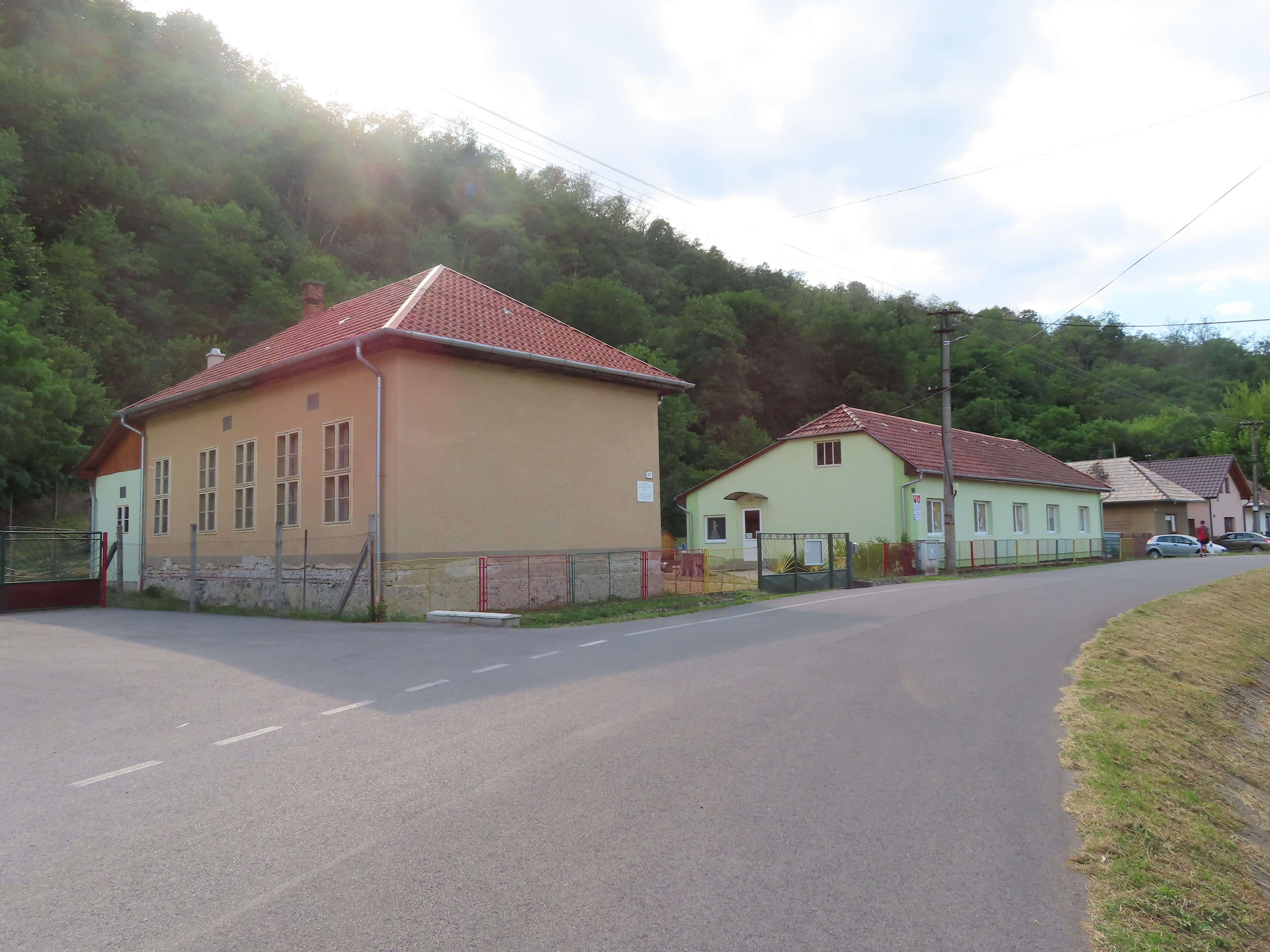
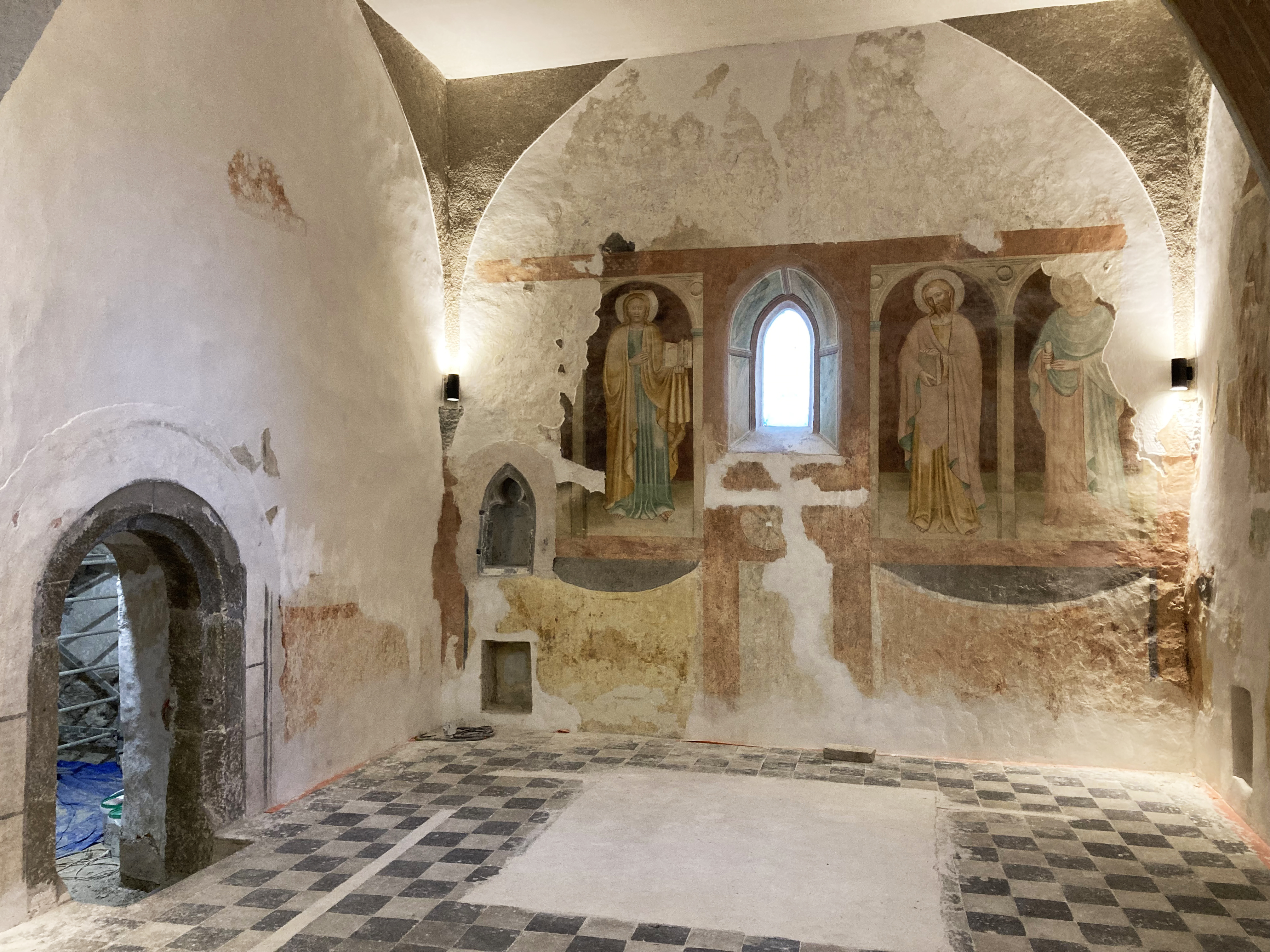
Középkori freskók

- Szent Miklós tiszteletére szentelt, római katolikus temploma a 13. század második felében épült. A 15. században késő gótikus stílusban átépítették, ekkor épült tornya is. A hajó és a szentély falain még láthatók a gótikus freskók maradványai. A képeket feltételezés szerint  1380 körül festhette Nicolo di Tomasso itáliai mester.
- evangélikus temploma 1885-ben épült.
- A falu elején állt a 18. században épített, eredetileg barokk Hellenbach-kúria, melyet a 19. században klasszicista stílusban alakítottak át.
- A két világháború százdi hősi halottainak emlékműve.
- A községnek országos hírű citera-együttese van. Vezetője: Borka László.
- A faluban számos 19. századi, népi építésű lakóház és a Morda-hegy oldalában számos borospince található.
- Az erdőben máig látható a "kőlyuk", ami feltehetően a török elleni menedékként épült, és több borospincében is van kijárata, sőt, állítólag még a római katolikus templomba is vezet egy elágazása.
- Néprajzi kiállítás.
- Babamúzeum[7]

## Híres emberek
- Itt született 1946-ban Turcsan László grafikus, festőművész, több szlovákiai magyar könyv illusztrátora.
- Gyermekkorában itt lakott egy ideig Pajor István (1821–1899) költő, szabadságharcos, Petőfi barátja.
- A temetőben, a családi kápolnában nyugszik dr. tahvári és tarkői Tahy László (Eperjes, 1881. május 16. – Budapest, 1940. március 4.)[8] diplomata, egykori isztambuli követ, a rodostói emlékhelyek felkutatója.[9][10] A kápolnát 2002-ben felújították, és szentmise keretében felszentelték.

## Külső hivatkozások
- Községinfó
- Alapinformációk
- E-obce.sk Archiválva 2008. szeptember 25-i dátummal a Wayback Machine-ben